# Ammopolia
Ammopolia là một chi bướm đêm thuộc họ Noctuidae.

## Các loài
- Ammopolia witzenmanni (Standfuss, 1890)